# Crypsicometa unicolor
Crypsicometa unicolor är en fjärilsart som beskrevs av Alfred Ernest Wileman. Crypsicometa unicolor ingår i släktet Crypsicometa och familjen mätare. Inga underarter finns listade i Catalogue of Life.